# Kopfried
Die Pflanzengattung Kopfried (Schoenus) gehört zur Familie der Sauergrasgewächse (Cyperaceae). Den deutschen Namen „Ried“ hat es von seinen Vorkommen im Moor = Ried erhalten.

## Beschreibung

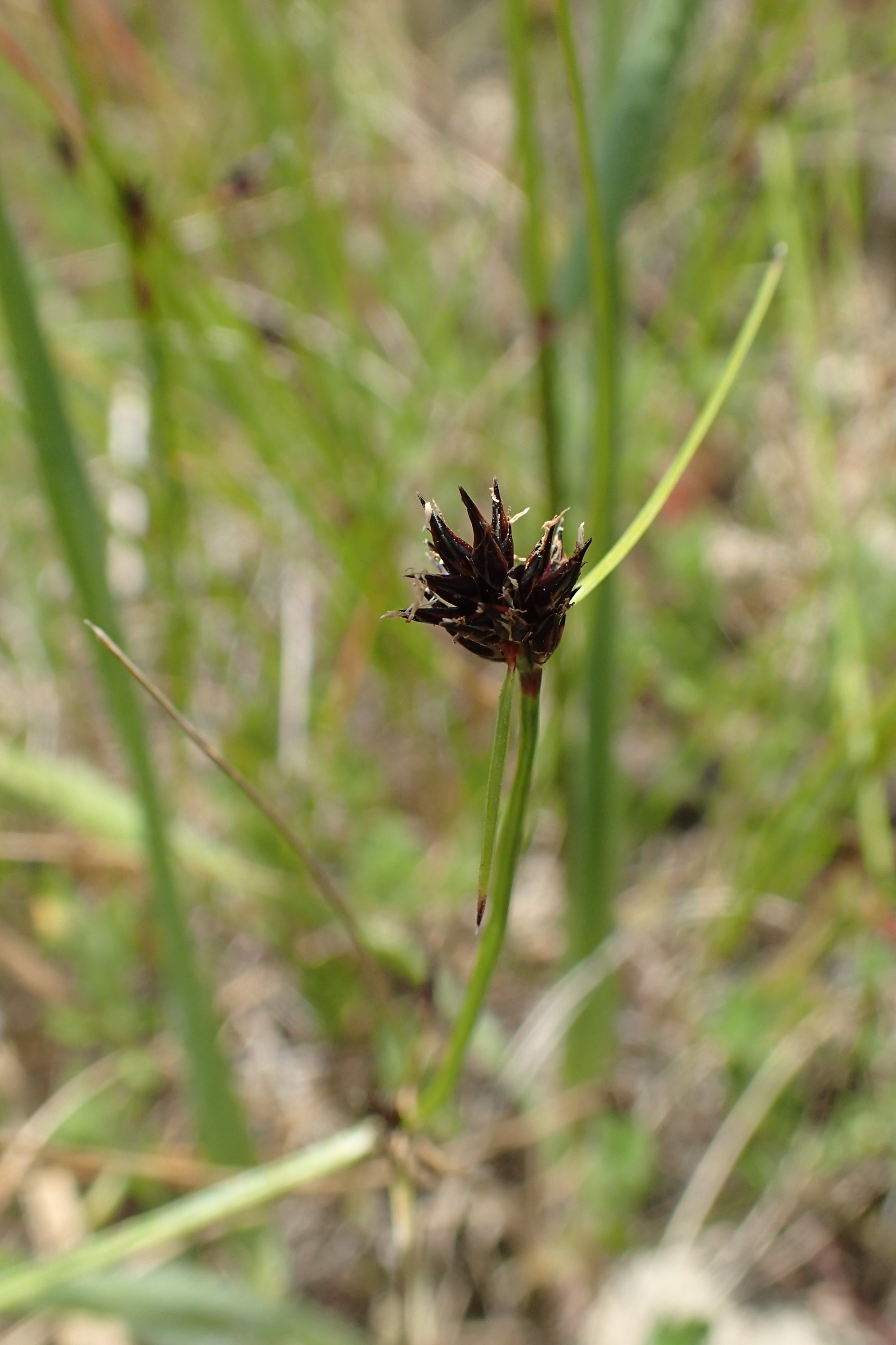
Schoenus apogon

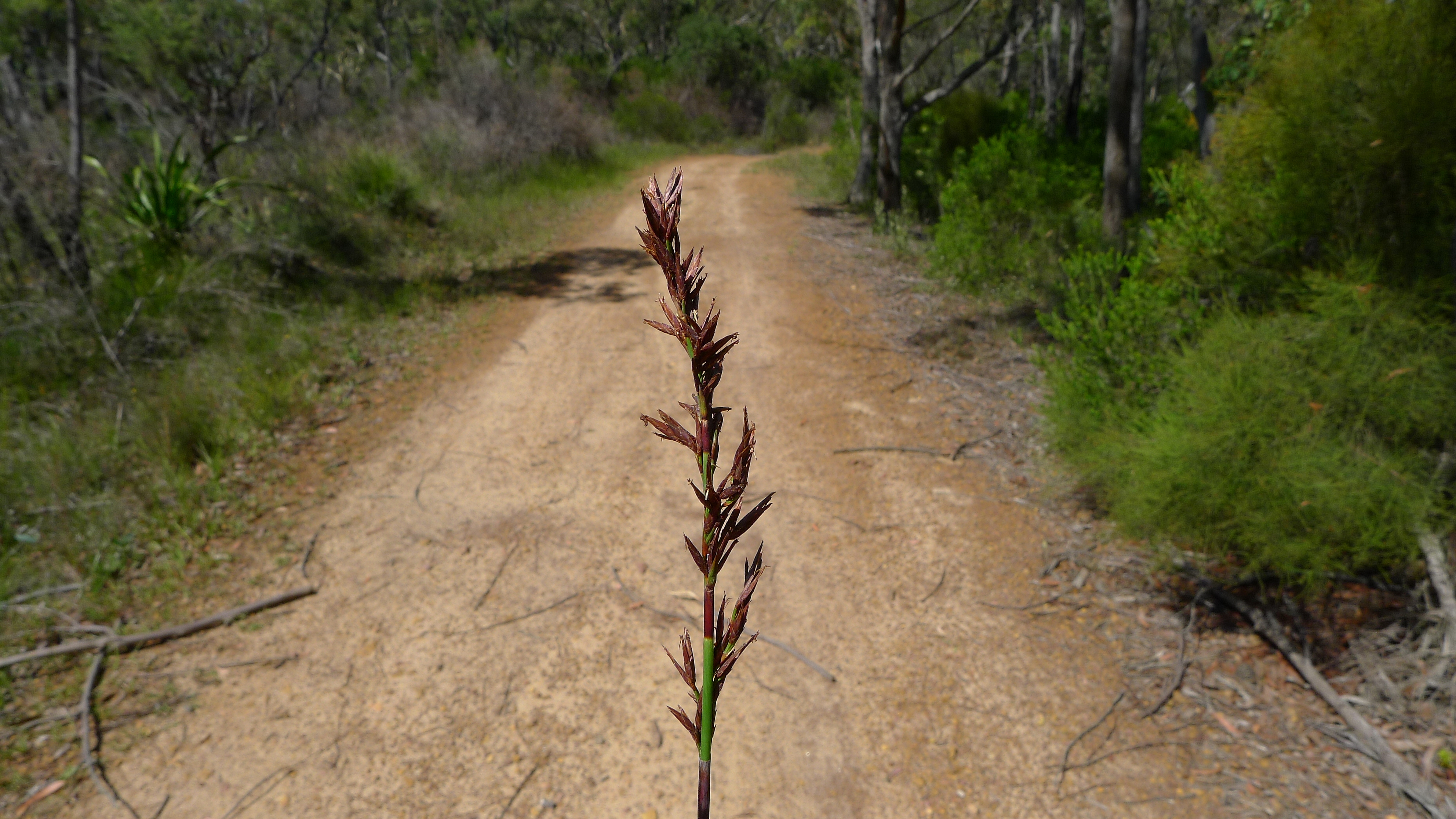
Schoenus brevifolius

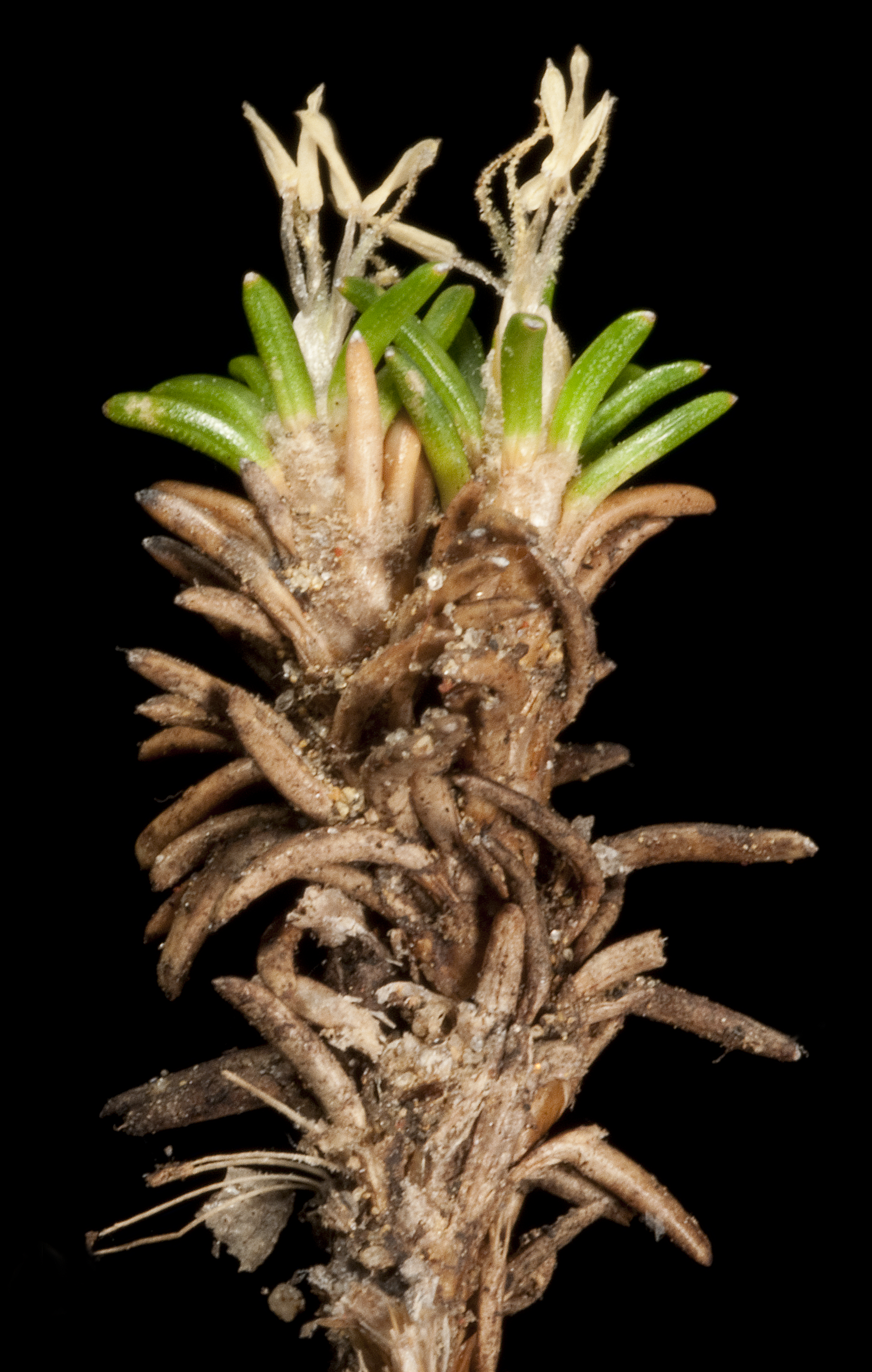
Schoenus calcatus

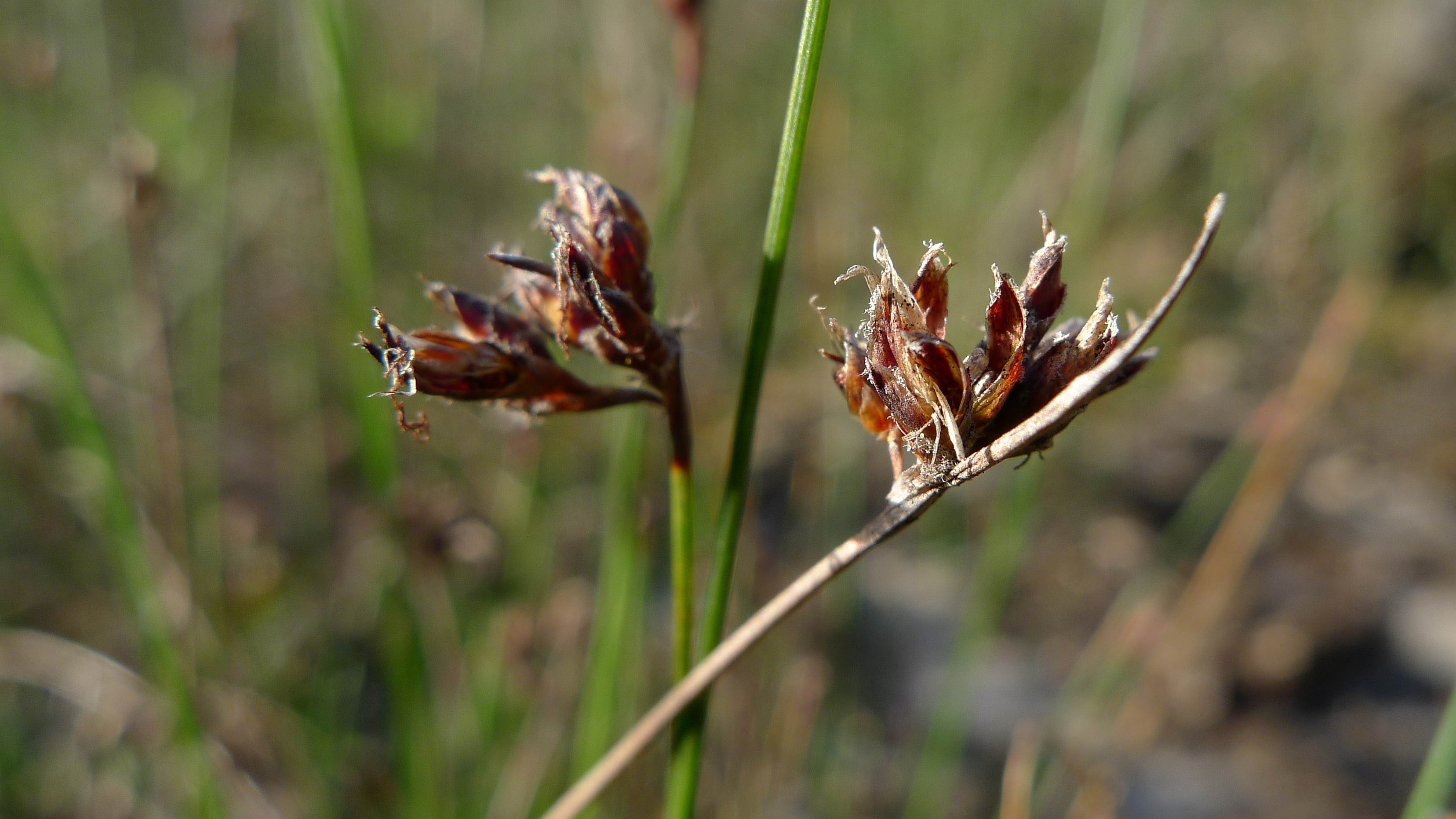
Schoenus ericetorum

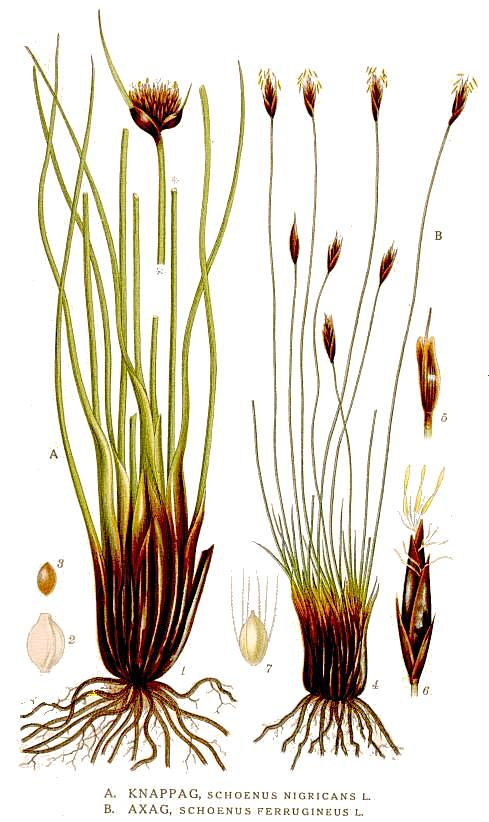
Illustration des Schwarzen Kopfried (Schoenus nigricans) und Rostroten Kopfried (Schoenus ferrugineus)

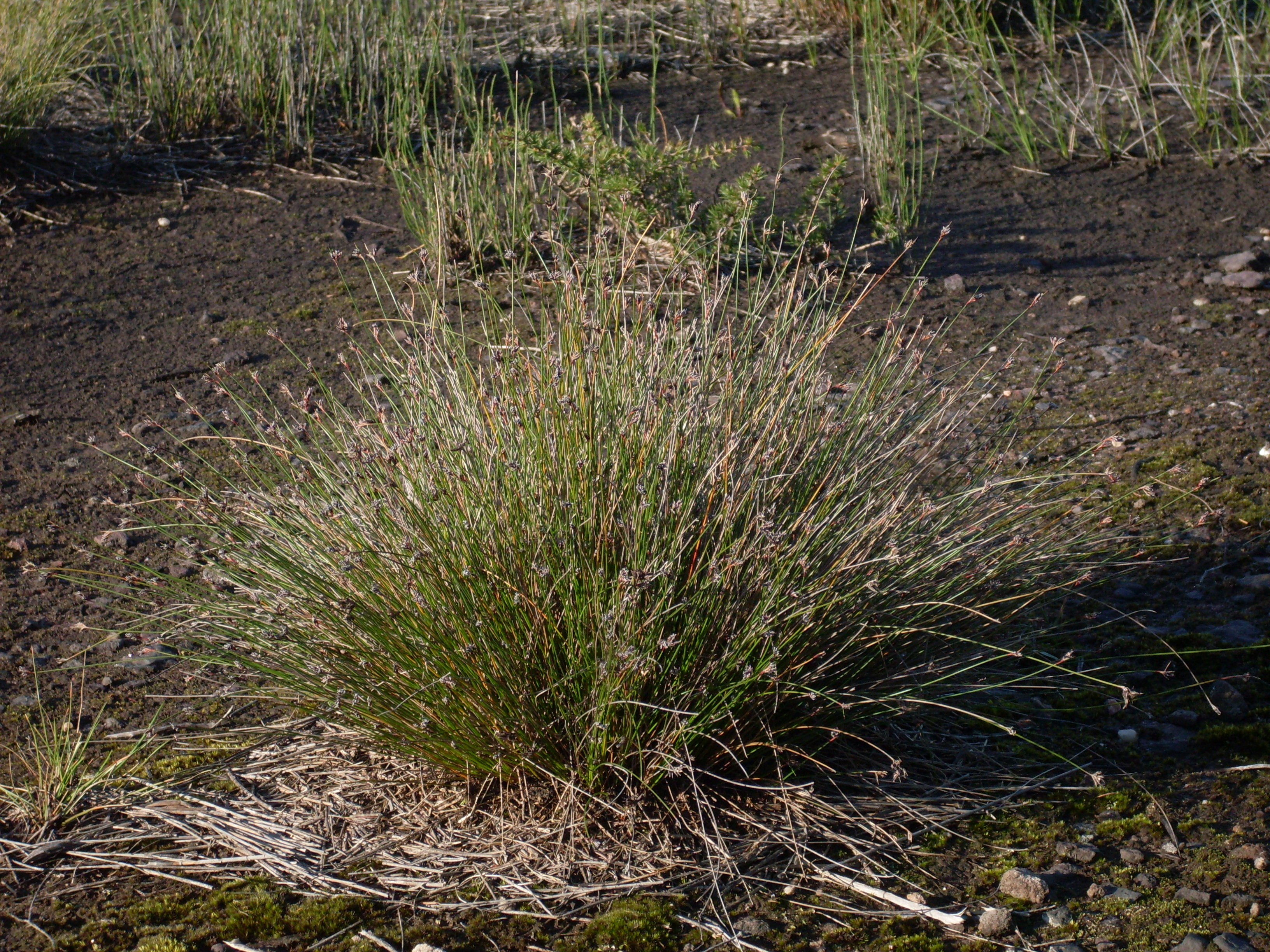
Schoenus imberbis

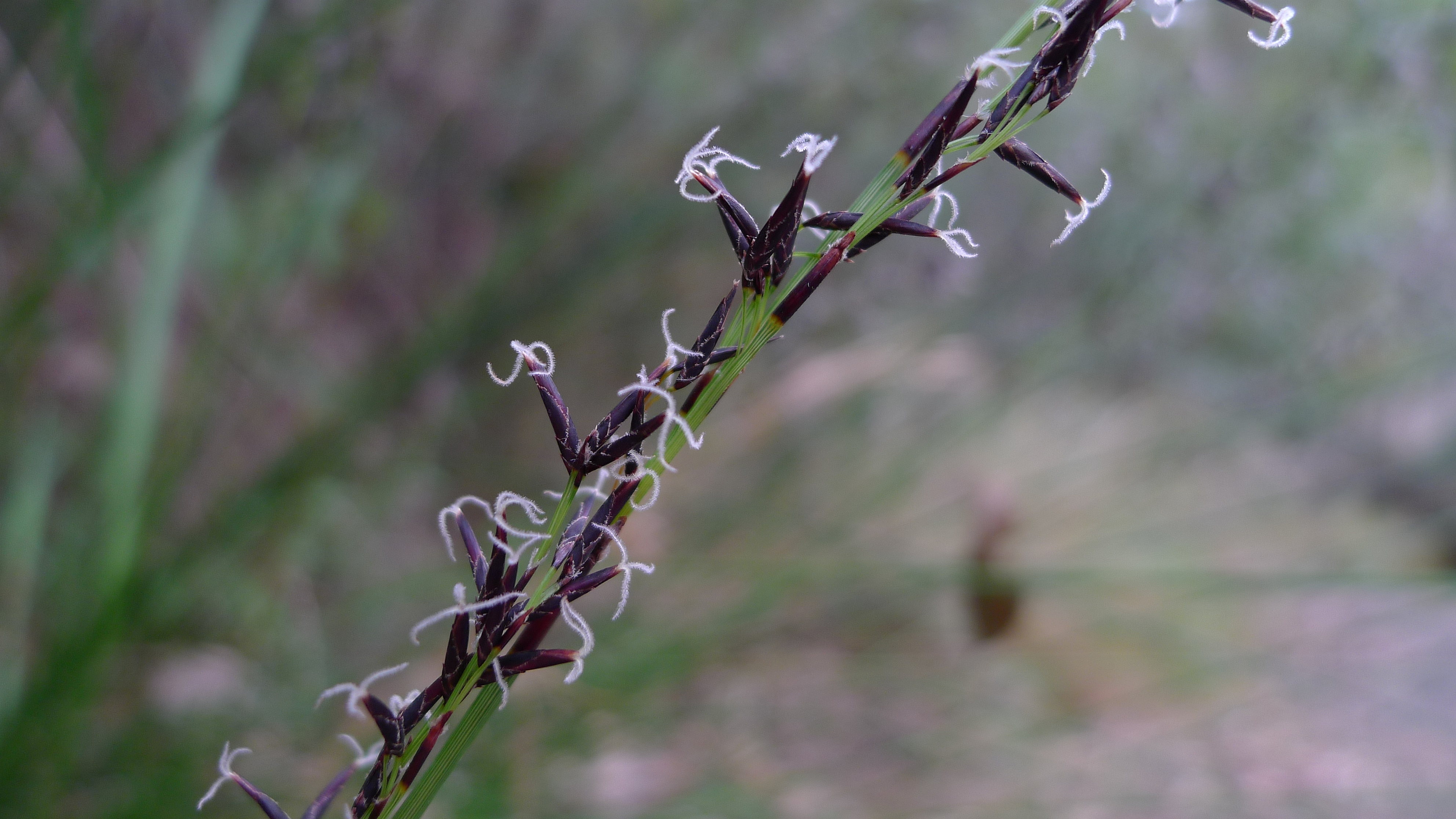
Schoenus melanostachys

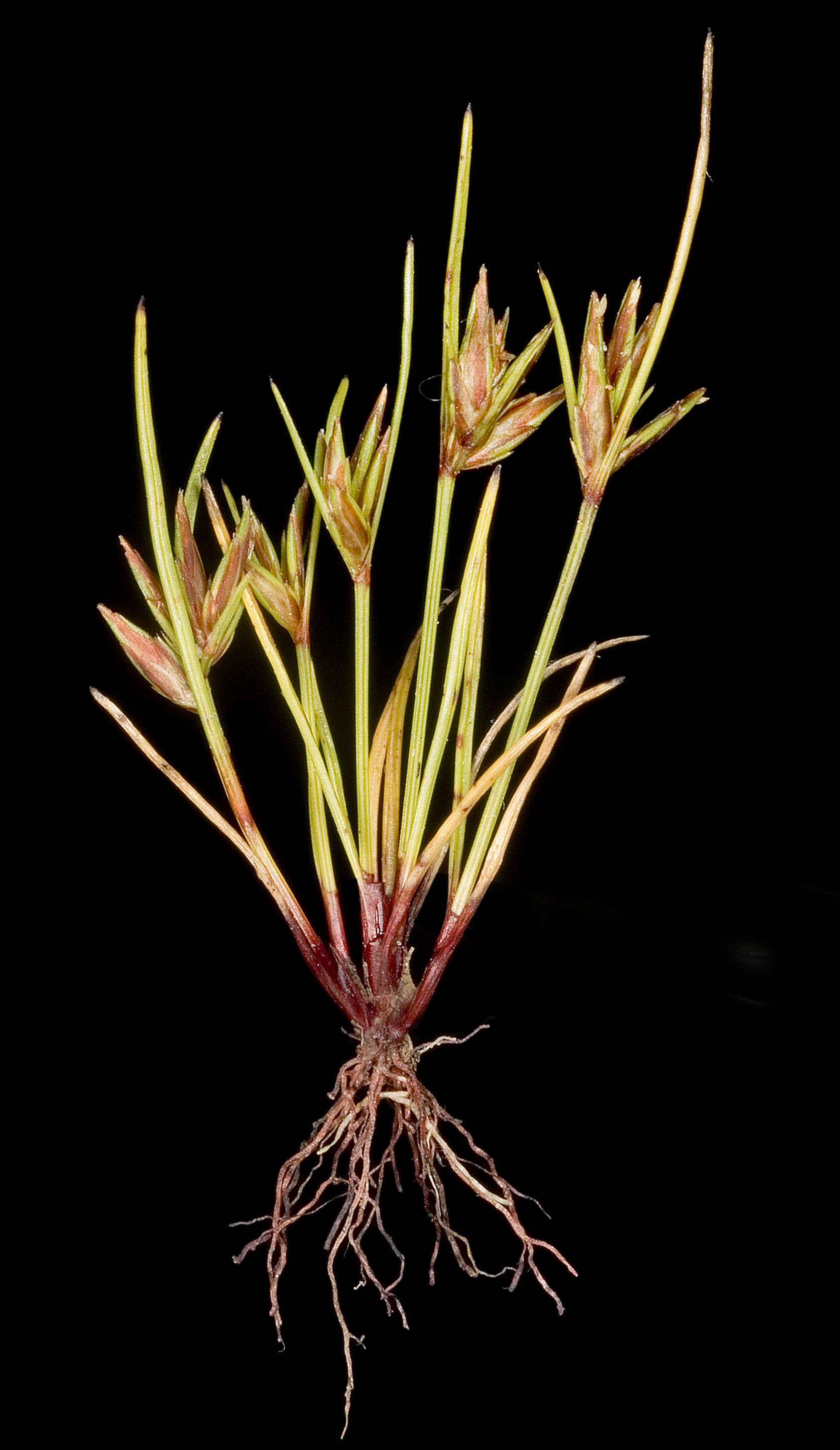
Schoenus nanus

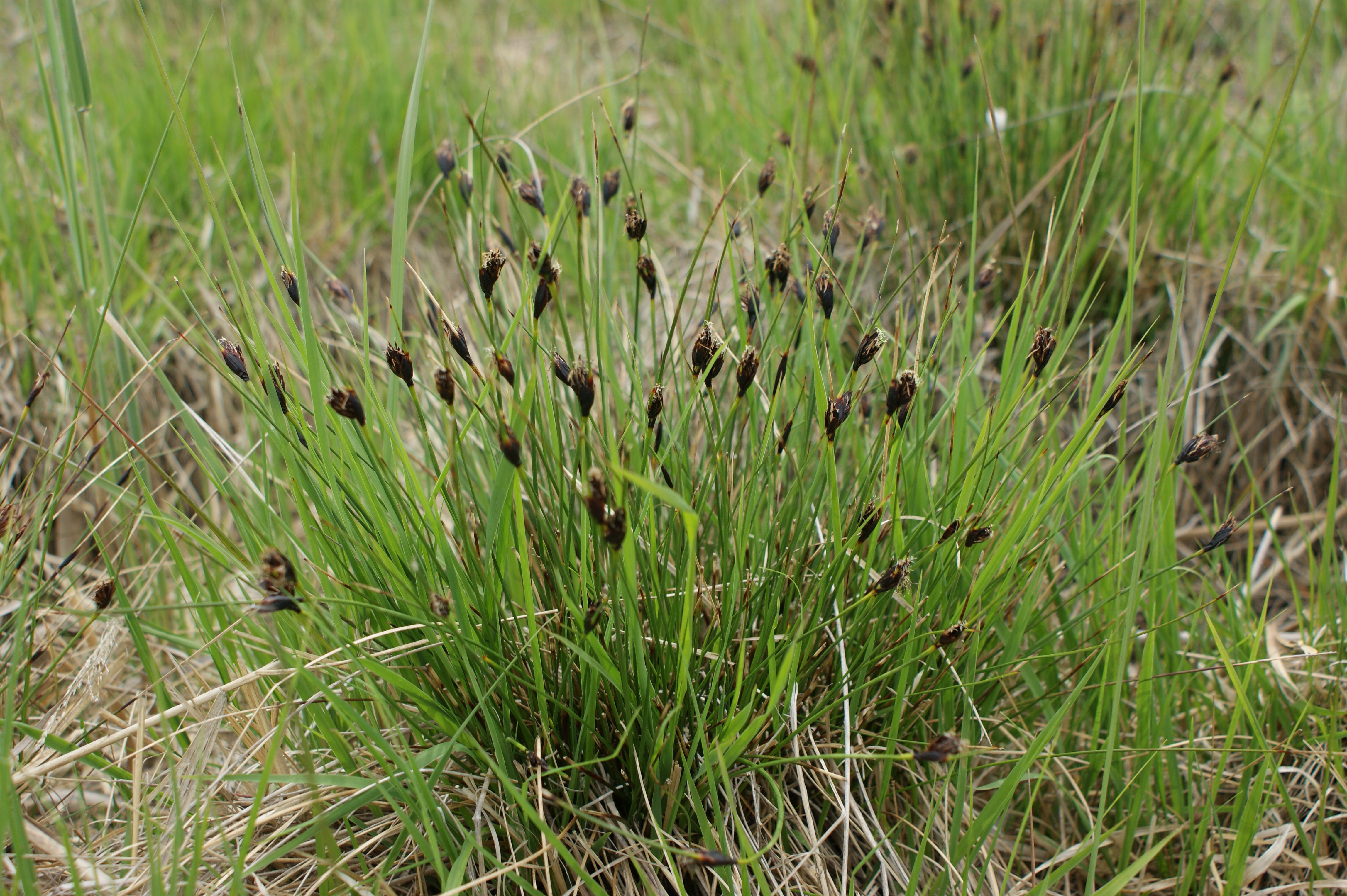
Schwarzes Kopfried (Schoenus nigricans)

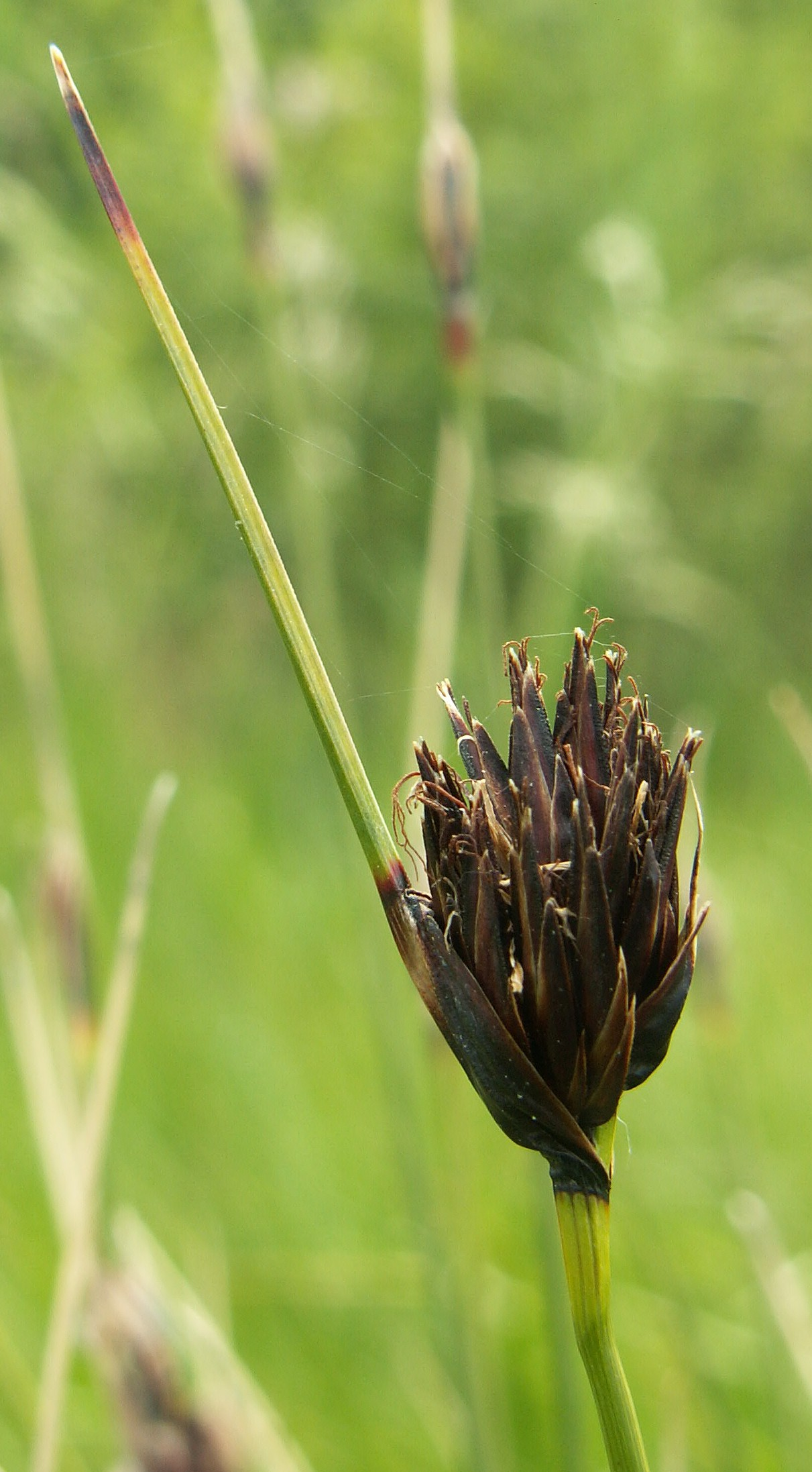
Blütenstand vom Schwarzen Kopfried (Schoenus nigricans)

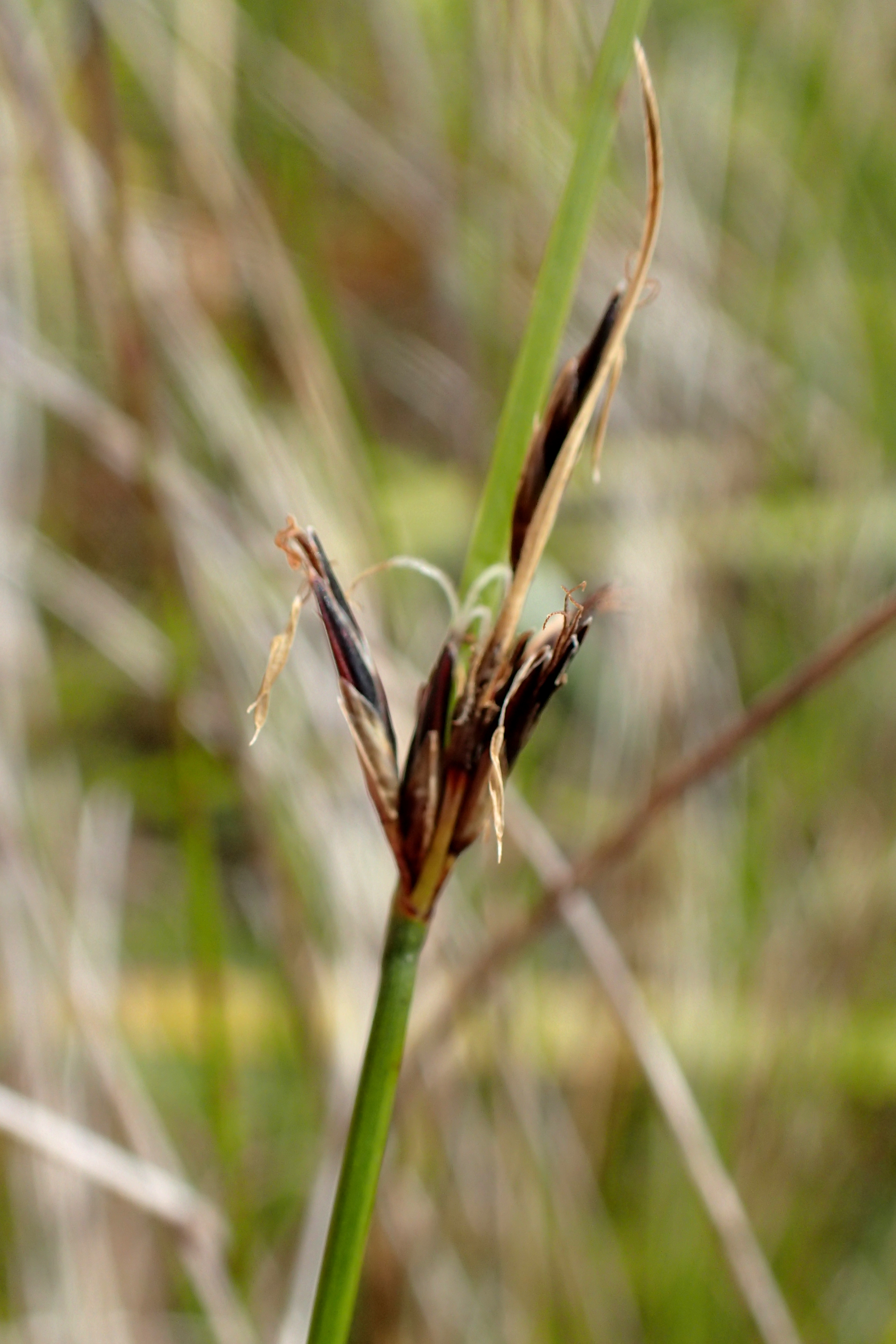
Schoenus pauciflorus

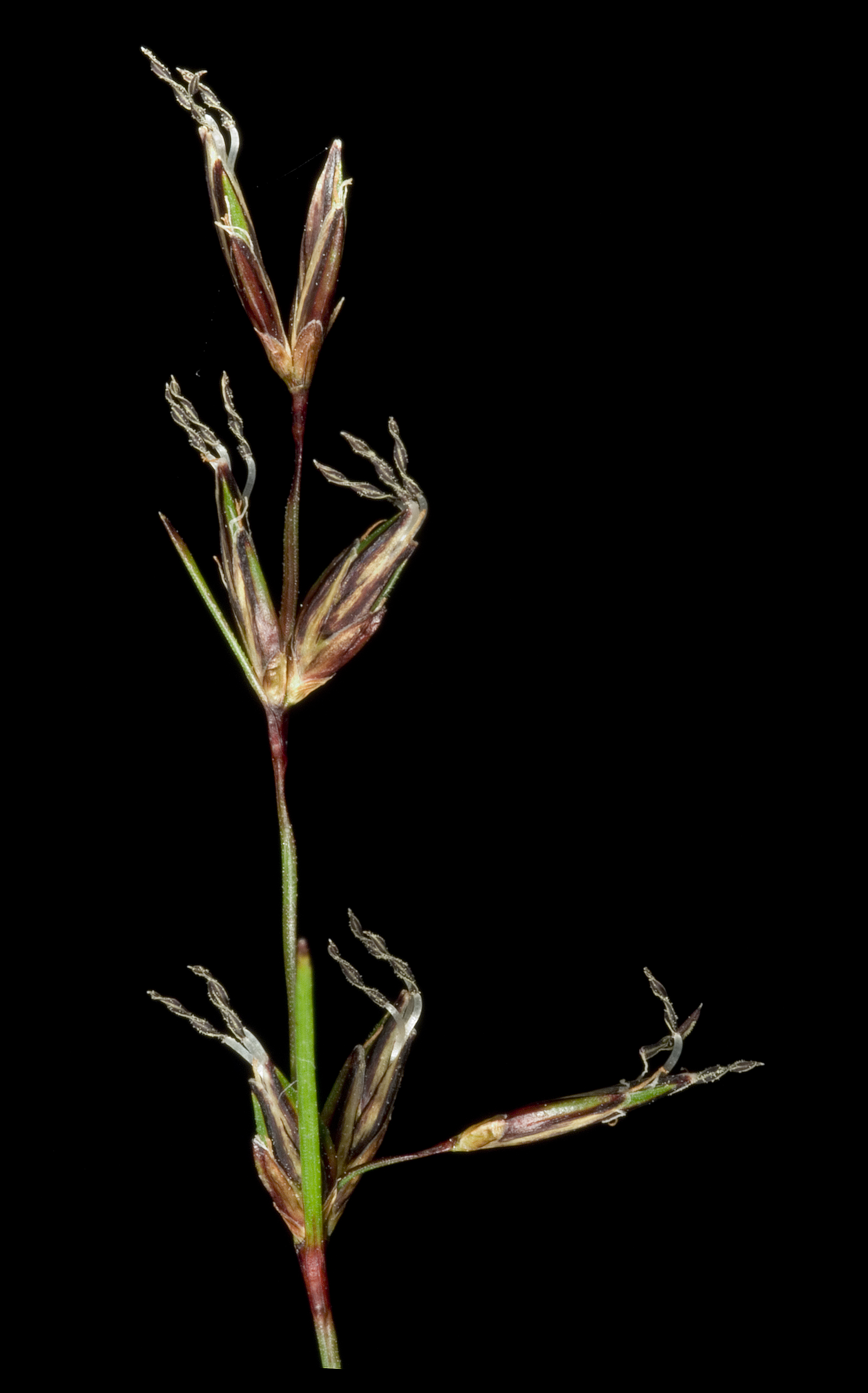
Schoenus variicellae

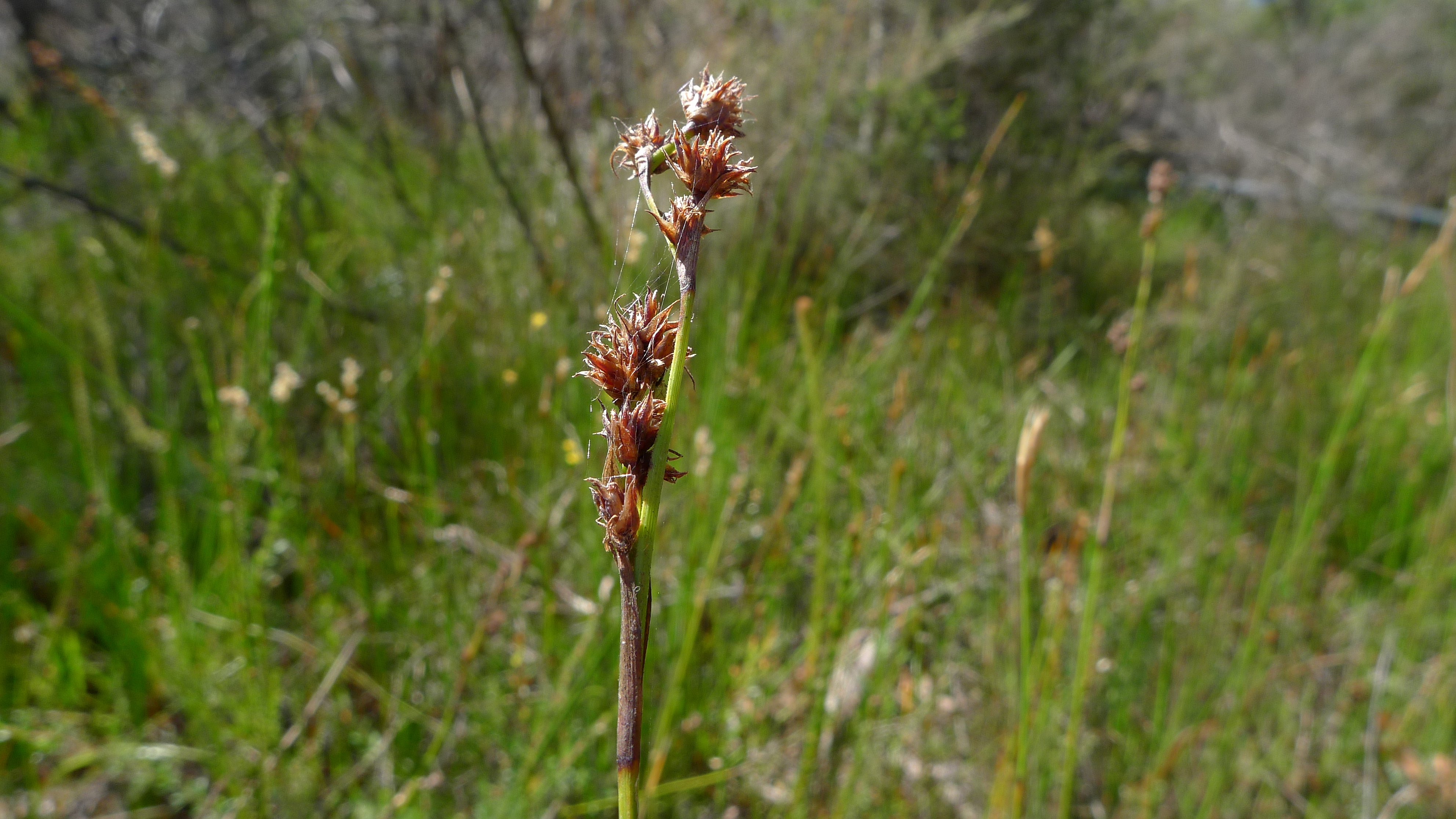
Schoenus villosus

### Vegetative Merkmale
Schoenus-Arten sind ausdauernde krautige Pflanzen, die Wuchshöhen von bis zu 60, selten bis zu 130 Zentimetern erreichen. Sie können dichte Rasen bilden. Die Laubblätter sind meist alle grundständig, sehr schmal und kürzer als der Stängel.

### Generative Merkmale
In schmalen rispigen, traubigen oder ährigen Blütenständen sind Ährchen angeordnet. Bei den europäischen Arten ist er endständig und besteht aus kopfig gedrängten, wenigblütigen Ährchen. Das Hüllblatt des untersten Ährchens umfasst oft den ganzen Blütenstand. Die Ährchen enthalten ein bis drei meist zwittrige Blüten, seltener vier bis neun Blüten. Das Perianth besteht aus drei bis sechs Borsten oder fehlt ganz. Jede zwittrige Blüte enthält ein bis sechs Staubblätter und zwei oder drei Narben. Die Nussfrucht ist stumpf dreikantig.

## Systematik und Verbreitung
Die Gattung Schoenus wurde durch Carl von Linné aufgestellt. Der Gattungsname Schoenus leitet sich von dem griechischen Wort schoinos für Binse ab. Synonyme für Schoenus L. sind: Chaetospora R.Br., Cyclocampe Steud., Gymnochaeta Steud., Helothrix Nees, Isoschoenus Nees, Lepidospora (F.Muell.) F.Muell., Lophocarpus Boeckeler, Melanoschoenos Ség., Neolophocarpus E.G.Camus, Ptilanthelium Steud., Streblidia Link.
Das hauptsächliche Verbreitungsgebiet der Schoenus-Arten ist Australien (mit etwa 70 Arten), Neuseeland, Neuguinea, auch Asien, Südamerika und die Inseln im Pazifik. In Europa kommen nur zwei Arten vor, von denen das Rostrote Kopfried (Schoenus ferrugineus L.) auf Europa beschränkt ist, während das Schwarze Kopfbinse (Schoenus nigricans L.) die einzige Art der Gattung ist, die in mehreren Erdteilen vorkommt. In Europa kommt auch die Naturhybride: Schoenus ×scheuchzeri Brügger (Syn.: Schoenus ×intermedius Brügger) = Schoenus ferrugineus × Schoenus nigricans vor.
Die Gattung Kopfried (Schoenus L.) umfasst etwa 130 Arten:
- Schoenus absconditus Kük.: Dieser Endemit kommt nur in Tasmanien vor.[1]
- Schoenus achaetus (T.Koyama) T.Koyama: Karolinen und Fidschi.[1]
- Schoenus acuminatus R.Br.: Südwestliches Australien.[1]
- Schoenus adnatus (Levyns) T.L.Elliott & Muasya: Südafrika.[1]
- Schoenus andinus (Phil.) H.Pfeiff.: Chile und südliches Argentinien.[1]
- Schoenus andrewsii W.Fitzg.: Westsüdwestliches Western Australia.[1]
- Schoenus antarcticus (Hook. f.) Dusén: Südlichstes Argentinien und südlichstes Chile.[1]
- Schoenus apogon Roem. & Schult.: Gemäßigtes Ostasien bis Indochina, östliches und südöstliches Australien bis Neuseeland. Mit zwei Varietäten.[1]
- Schoenus arenicola T.L.Elliott & Muasya: Südafrika.[1]
- Schoenus armeria (Nees) Boeckeler: Südwestliches Australien.[1]
- Schoenus asperocarpus F.Muell.: Südwestliches Australien.[1]
- Schoenus autumnalis (Levyns) T.L.Elliott & Muasya: Südafrika.[1]
- Schoenus badius Rye: Western Australia.[1]
- Schoenus benthamii F.Muell.: Westsüdwestliches Western Australia.[1]
- Schoenus bifidus (Nees) Boeckeler: Südwestliches Australien.[1]
- Schoenus biglumis Kük.: Tasmanien.[1]
- Schoenus breviculmis Benth.: Südliches Australien. Mit zwei Varietäten.[1]
- Schoenus brevifolius R.Br.: Ogasawara-Inseln bis Neuseeland.[1]
- Schoenus brevisetis (R.Br.) Roem. & Schult.: Südwestliches Australien.[1]
- Schoenus caespititius W.Fitzg.: Südwestliches Australien.[1]
- Schoenus calcatus K.L.Wilson: Western Australia.[1]
- Schoenus calostachyus (R.Br.) Poir.: Südöstliches China bis Indochina und östliches Australien.[1]
- Schoenus calyptratus Kük.: Südöstliches Australien.[1]
- Schoenus capillifolius D.A.Cooke: Westsüdwestliches Western Australia.[1]
- Schoenus carsei Cheeseman: Südöstliches Australien, Neuseeland.[1]
- Schoenus centralis Latz: Zentrales Australien.[1]
- Schoenus clandestinus S.T.Blake: Westsüdwestliches Western Australia.[1]
- Schoenus compactus (Levyns) T.L.Elliott & Muasya: Südafrika.[1]
- Schoenus complanatus (Levyns) T.L.Elliott & Muasya: Südwestliche Kapprovinz.[1]
- Schoenus crassus (Levyns) T.L.Elliott & Muasya: Kapprovinz.[1]
- Schoenus cruentus (Nees) Benth.: Südwestliches Western Australia.[1]
- Schoenus curvifolius (R.Br.) Roem. & Schult.: Südwestliches Australien.[1]
- Schoenus curvulus F.Muell.: Nördliches Borneo, südwestliches Sulawesi, Neuguinea, Wallis-Inseln.[1]
- Schoenus cygneus (Nees) Nees: Südwestliches Australien.[1]
- Schoenus deformis (R.Br.) Roem. & Schult.: Südliches Australien bis Victoria.[1]
- Schoenus delicatulus (Fernald) J.Kern: Nördliches Borneo, Palawan.[1]
- Schoenus discifer Tate: Südwestliches Western Australia, südöstliches Southern Australia.[1]
- Schoenus dregeanus (Boeckeler) Kuntze: Südwestliche Kapprovinz.[1]
- Schoenus efoliatus F.Muell.: Südwestliches Western Australia.[1]
- Schoenus elegans S.T.Blake: Westsüdwestliches Western Australia.[1]
- Schoenus ericetorum R.Br.: Südöstliches Queensland bis New South Wales.[1]
- Schoenus evansianus K.L.Wilson: New South Wales.[1]
- Schoenus exilis (Levyns) T.L.Elliott & Muasya: Kapprovinz.[1]
- Schoenus falcatus R.Br.: Südliches China bis Indochina und nördliches Australien. Mit zwei Varietäten.[1]
- Rostrotes Kopfried, Rostrote Kopfried (Schoenus ferrugineus L., Syn.: Schoenus nigricans Hoppe, Schoenus karpatii Pénzes): Europa.[1]
- Schoenus fluitans Hook. f.: Südöstliches Australien, Nordinsel von Neuseeland.[1]
- Schoenus galpinii (Schönland & Turrill) T.L.Elliott & Muasya: Kapprovinz.[1]
- Schoenus globifer Nees: Western Australia.[1]
- Schoenus gracillimus T.L.Elliott & Muasya: Südwestliches Kapprovinz.[1]
- Schoenus graminifolius (Levyns) T.L.Elliott & Muasya: Kapprovinz.[1]
- Schoenus grammatophyllus F.Muell.: Westsüdwestliches Western Australia.[1]
- Schoenus grandiflorus (Nees) F.Muell.: Südwestliches Australien.[1]
- Schoenus griffinianus K.L.Wilson: Südwestliches Australien.[1]
- Schoenus hexandrus F.Muell. & Tate: Western Australia.[1]
- Schoenus humilis Benth.: Südwestliches Australien.[1]
- Schoenus imberbis R.Br.: New South Wales bis Victoria.[1]
- Schoenus indutus Benth.: Westsüdwestliches Western Australia.[1]
- Schoenus insolitus K.L.Wilson: Western Australia.[1]
- Schoenus kennyi (F.M.Bailey) S.T.Blake: Östliches Australien.[1]
- Schoenus laevigatus W.Fitzg.: Südliches Australien.[1]
- Schoenus laevinux (Kük.) Ohwi: Von den Molukken bis zu den Karolinen.[1]
- Schoenus lanatus Labill.: Südwestliches Australien.[1]
- Schoenus latelaminatus Kük.: Südöstliches Queensland bis südöstliches Australien.[1]
- Schoenus latitans S.T.Blake: Westsüdwestliches Western Australia.[1]
- Schoenus lepidosperma (F.Muell.) K.L.Wilson: Südöstliches Queensland bis südöstliches Australien.[1]
- Schoenus loliaceus Kük.: Südwestliches Australien.[1]
- Schoenus longibracteatus Kük.: Nördliches Borneo, westliches Neuguinea.[1]
- Schoenus lucidus (C.B.Clarke) T.L.Elliott & Muasya: Südwestliche Kapprovinz.[1]
- Schoenus lymansmithii M.T.Strong: Brasilien.[1]
- Schoenus maschalinus Roem. & Schult.: Von Malesien bis zu den Marianen und bis Neuseeland.[1]
- Schoenus melanostachys R.Br.: Nördliches Borneo, Mindoro, östliches Australien.[1]
- Schoenus minutulus F.Muell.: Südliches Western Australia.[1]
- Schoenus moorei Benth.: New South Wales.[1]
- Schoenus multiglumis Benth.: Südwestliches Australien.[1]
- Schoenus nanus (Nees) Benth.: Südliches Australien.[1]
- Schoenus natans (F.Muell.) Benth.: Südwestliches Australien.[1]
- Schoenus neocaledonicus C.B.Clarke: Neukaledonien.[1]
- Schoenus neovillosus T.L.Elliott & Muasya: Südwestliche Kapprovinz.[1]
- Schwarzes Kopfried, Schwarze Kopfbinse (Schoenus nigricans L.): Mit kosmopolitischer Verbreitung. Sie ist in Afrika in Eritrea, Somalia, Ägypten, Libyen, Marokko, Tunesien, Südafrika; in Westasien in Jemen, Libanon, Jordanien, Israel, Iran, Irak, Syrien, Türkei, Afghanistan; im Kaukasusraum: Armenien, Aserbaidschan, Georgien, Dagestan, Ciscaucasien; in Mittelasia: Tadschikistan, Turkmenistan, Usbekistan; auf dem Indischen Subkontinent in Pakistan; in Osteuropa in Estland, Ukraine; in Mitteleuropa: Belgien, Niederlande, Deutschland, Österreich, Tschechien, Ungarn, Polen, Slowakei, Schweiz; in Nordeuropa in Dänemark, Irland; Schweden, Vereinigtes Königreich; in Südosteuropa in Albanien, Bosnia und Herzegovina, Bulgarien, Kroatien, Griechenland, Italien, Mazedonien, Montenegro, Rumänien, Serbien, Slowenien; in Südwesteuropa in Frankreich, Portugal, Spanien; in Nordamerika in Texas, Florida, Kalifornien, Nevada; in Mexiko in Chiapas, Yucatan; in Zentralamerika in Belize, Honduras; auf Karibischen Inseln auf den Bahamas, Kuba, Hispaniola, Jamaika, Turks- und Caicos-Inseln weitverbreitet.[1]
- Schoenus nitens (R.Br.) Roem. & Schult.: Westliches Neuguinea, Australien, Neuseeland. Mit zwei Varietäten.[1]
- Schoenus nudifructus C.Chen: Yunnan.[1]
- Schoenus obtusifolius (Nees) Boeckeler: Südwestliches Australien.[1]
- Schoenus odontocarpus F.Muell.: Südwestliches Australien.[1]
- Schoenus ornithopodioides (Kük.) S.T.Blake: Südöstliches Queensland.[1]
- Schoenus paludosus (R.Br.) Roem. & Schult.: Südöstliches Queensland bis New South Wales.[1]
- Schoenus pauciflorus (Hook. f.) Hook. f.: Neuseeland.[1]
- Schoenus pedicellatus (R.Br.) Roem. & Schult.: Westsüdwestliches Western Australia.[1]
- Schoenus pennisetis S.T.Blake: Westsüdwestliches Western Australia.[1]
- Schoenus pleiostemoneus F.Muell.: Südwestliches Australien.[1]
- Schoenus plumosus Rye: Südwestliches Australien.[1]
- Schoenus punctatus R.Br.: Thailand, Neuguinea bis nördliches Australien, Guam.[1]
- Schoenus pygmaeus S.T.Blake: Tasmanien.[1]
- Schoenus quadrangularis Boeckeler: Südafrika.[1]
- Schoenus racemosus J.M.Black: South Australia.[1]
- Schoenus rhynchosporoides (Steud.) Kük.: Chile bis südliches Argentinien.[1]
- Schoenus rigens S.T.Blake: Westsüdwestliches Western Australia.[1]
- Schoenus riparius T.L.Elliott & Muasya: Südafrika.[1]
- Schoenus rivularis J.Raynal ex K.L.Wilson: Neukaledonien.[1]
- Schoenus rodwayanus W.Fitzg.: Südwestliches Australien.[1]
- Schoenus scabripes Benth.: Südöstliches Queensland bis nordöstliches New South Wales.[1]
- Schoenus ×scheuchzeri Brügger = Schoenus ferrugineus × Schoenus nigricans: Sie kommt in Frankreich, Deutschland, der Schweiz, Österreich, Tschechien und in Schweden vor.[1]
- Schoenus schonlandii (Turrill) T.L.Elliott & Muasya: Kapprovinz.[1]
- Schoenus sculptus (Nees) Boeckeler: Südliches Australien.[1]
- Schoenus sesquispicula C.B.Clarke: Südliches Western Australia.[1]
- Schoenus setiformis S.T.Blake: Westliches Neuguinea.[1]
- Schoenus sinensis Hand.-Mazz.: Südliches China.[1]
- Schoenus smitinandii T.Koyama: Östliches Thailand.[1]
- Schoenus sparteus R.Br.: Kleine Sunda-Inseln bis nördliches Australien.[1]
- Schoenus subaphyllus Kük.: Östliches und südliches Australien.[1]
- Schoenus subbarbatus Kük.: Südwestliches Australien.[1]
- Schoenus subbulbosus Benth.: Südwestliches Australien.[1]
- Schoenus subfascicularis Kük.: Südwestliches Australien.[1]
- Schoenus subflavus Kük.: Südwestliches Australien.[1]
- Schoenus sublateralis (Steud.) C.B.Clarke: Südwestliches Australien.[1]
- Schoenus sublaxus Kük.: Südwestliches Australien.[1]
- Schoenus submicrostachyus Kük.: Südliches Western Australia.[1]
- Schoenus tendo (Hook. f.) Banks & Sol. ex Hook. f.: Nordinsel von Neuseeland.[1]
- Schoenus tenellus Benth.: Südwestliches Australien.[1]
- Schoenus tenuellus T.L.Elliott & Muasya: Kapprovinz.[1]
- Schoenus tenuissimus Benth.: Südliches Australien.[1]
- Schoenus tesquorum J.M.Black: Südöstliches Australien.[1]
- Schoenus thedae M.D.Barrett & R.L.Barrett: Sie wurde 2015 aus Western Australia erstbeschrieben.[1]
- Schoenus trachycarpus F.Muell.: Südwestliches Australien.[1]
- Schoenus turbinatus (R.Br.) Roem. & Schult.: Südöstliches Queensland bis Tasmanien.[1]
- Schoenus unispiculatus F.Muell. ex Benth.: Südwestliches Australien.[1]
- Schoenus vaginatus Benth.: Südöstliches Queensland.[1]
- Schoenus variabilis (Levyns) T.L.Elliott & Muasya: Südafrika.[1]
- Schoenus variicellae Rye: Südwestliches Australien.[1]
- Schoenus villosus R.Br.: Südöstliches Queensland bis New South Wales.[1]
- Schoenus yarrabensis Domin: Dieser Endemit kommt nur in Queensland vor.[1]